# Bernard de la Planche
Bernard de la Planche (Francia, 1380/1390 – Francia, 1448) è stato un vescovo cattolico francese.

## Biografia
Bernard de la Planche nacque in seno alla nobile famiglia dei signori de la Planche, in Francia, in data sconosciuta.
Intrapresa la carriera ecclesiastica, entrò come chierico nel monastero di Clairac nel 1411, ottenendo in seguito dall'Antipapa Giovanni XXIII il trasferimento al ruolo di sacrestano del Monastero della Santa Croce di Bordeaux.
Divenne dottore in diritto canonico nel 1416.
Divenuto Priore a Soulac, venne successivamente consacrato Vescovo di Dax il 26 febbraio 1427 alla morte del suo predecessore, Francesco Piccolpasso. Con questa carica prese parte ai concili di Costanza e di Basilea.
Legatosi agli ambienti scismatici, venne deposto da papa Eugenio IV il 9 settembre 1439 e si ritirò a vita privata morendo nel 1448.